# Río Amgá
El río Amgá (en ruso: Амга es un río ruso localizado en la Siberia asiática, el principal afluente del río Aldán, a su vez uno de los principales afluentes del río Lena.
Administrativamente, el río Amgá discurre íntegramente por la república de Saja de la Federación de Rusia.

## Geografía
La longitud del río es 1.462 km y su cuenca es 69.300 km². El río Amgá tiene su origen al noroeste del macizo de Aldán, encaminándose en dirección norte durante un centenar de kilómetros, franqueando las prolongaciones noroccidentales y septentrional del macizo. Luego describe un arco largo en dirección noreste y sigue un curso paralelo al río Aldán en el que desagua, cerca de Chandyga (7.025 habitantes en el censo de 2002)). El río Amgá es navegable en su curso inferior. 
El valle del Amgá es una de las pocas regiones cultivables de Yakutia.
La severidad del clima, con un periodo de largas heladas en que el río está congelado ocho meses al año (de octubre a mayo) hace que la zona está casi despoblada, con una ausencia total de ciudades a lo largo de su curso (casi 1500 km), siendo la única de cierta importancia la pequeña ciudad homónima de Amgá (6582 habitantes en 2002).